# Semicassis labiata
Semicassis labiata là một loài ốc biển lớn, là động vật thân mềm chân bụng sống ở biển trong họ Cassidae, họ ốc kim khôi.

## Miêu tả

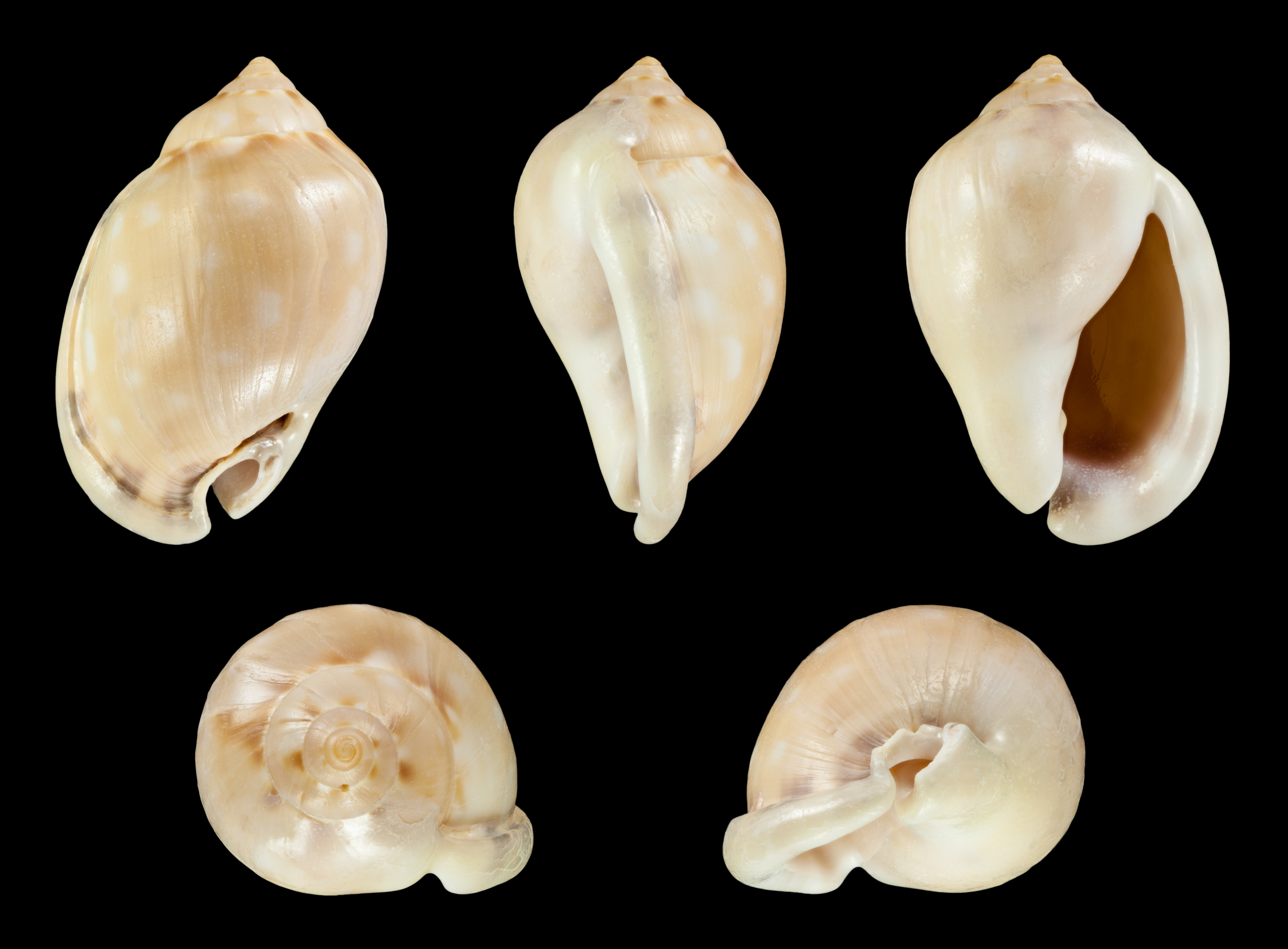
Semicassis labiata iredalei (Bayer, 1935) shell

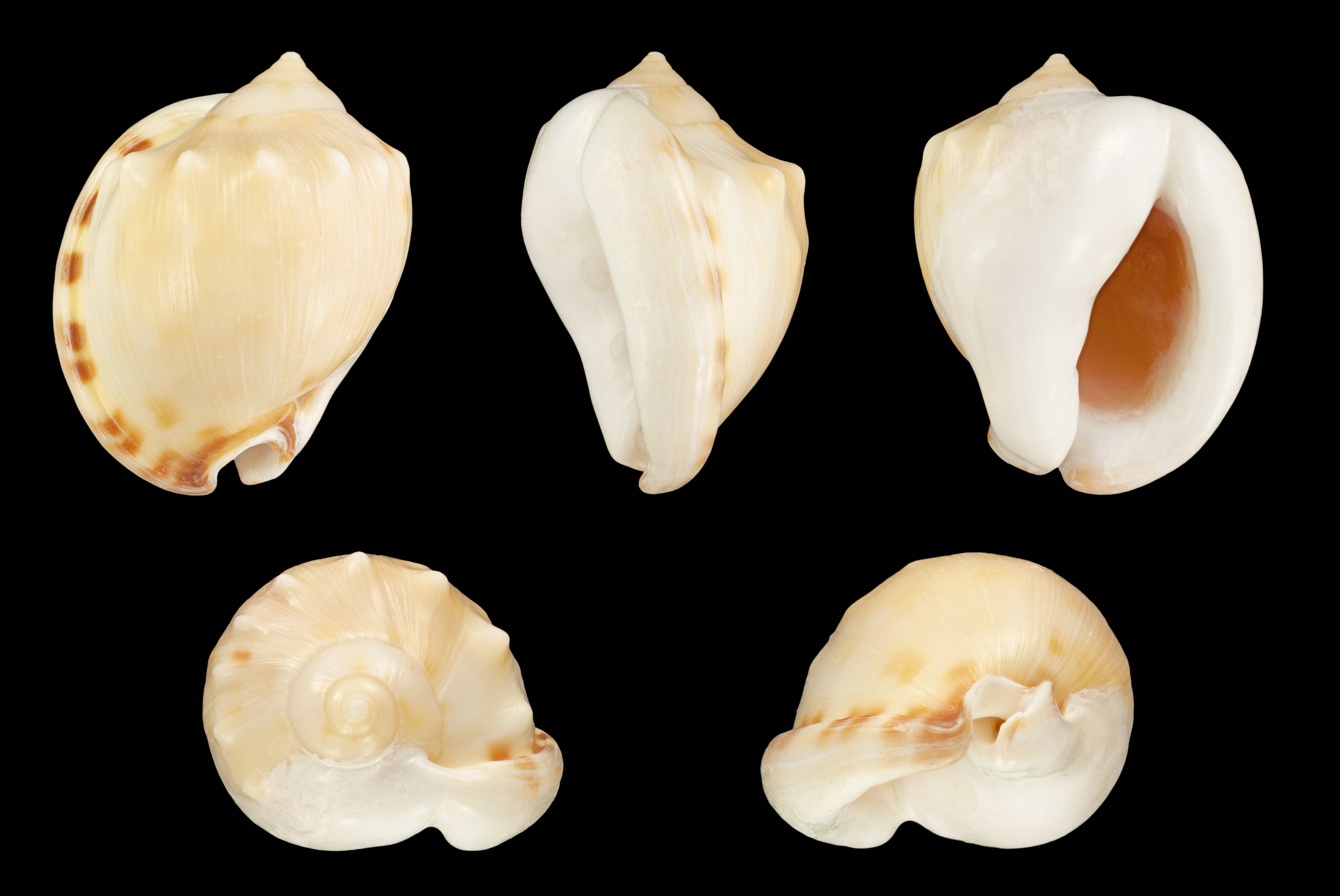
Semicassis labiata zeylanica (Lamarck, 1822) shell